# Lijst van koningen van Jeruzalem
Dit is een lijst van koningen van Jeruzalem. 

## Algemeen
Het koninkrijk Jeruzalem werd in 1099 door Godfried van Bouillon gesticht, nadat de Kruisvaarders de stad Jeruzalem op bloedige wijze hadden veroverd. Godfried weigerde echter de koningstitel, en noemde zich in plaats daarvan "Voogd van het Heilig Graf". Na zijn dood werd zijn broer de eerste koning Boudewijn I.

## Lijst met koningen van Jeruzalem
1099-1100: Godfried van Bouillon als Beschermer van het Heilige Graf.
1100-1118: Boudewijn I van Jeruzalem. In 1100 wordt hij koning van Jeruzalem en vertrouwt het graafschap Edessa toe aan zijn neef Boudewijn du Bourg.
1118-1131: Boudewijn II van Jeruzalem. Boudewijn I overleed in 1118 zonder erfgenamen en werd opgevolgd door zijn neef Boudewijn II, graaf van Edessa.
1131-1143: Melisende en Fulco. Boudewijn II werd in 1131 opgevolgd door zijn dochter Melisende, die samen met haar echtgenoot Fulco het koninkrijk regeerde. Fulco overleed aan de gevolgen van een ongeluk gedurende de jacht in 1143. Koningin Melisende werd regentes voor haar oudste zoon en benoemde Mannases van Hierges tot Constabel over het leger.
1143-1162: Boudewijn III van Jeruzalem. Boudewijn III dwingt zijn moeder in 1153 afstand te doen van de macht.
1162-1174: Amalrik I van Jeruzalem. Boudewijn III werd opgevolgd door zijn broer Amalrik I.
1174-1185: Boudewijn IV van Jeruzalem (1161-1185). Hij was koning van Jeruzalem van 1174 tot 1185, ten tijde van de kruistochten. Hij overleed in 1185 aan melaatsheid, en werd opgevolgd door zijn neef Boudewijn V. Twee jaar later zou de Saraceense leider Saladin Jeruzalem veroveren, nadat de stad 88 jaar in handen van kruisvaarders was geweest.
1185-1187: Boudewijn V van Jeruzalem. Boudewijn V van Jeruzalem was de adoptiezoon van Guy van Lusignan. Lusignan, zoon van de graaf van Poitou Hugo VIII van Lusignan, trouwde in 1179 met Sybille; de zus van Boudewijn IV van Jeruzalem. Boudewijn V "het kind" wordt in 1185 gekroond tot koning van het Heilige Land. Guy van Lusignan is vanaf dat moment koning-gemaal.
1186-1190?: Sibylla en Guy van Lusignan. In 1187 werd Jeruzalem ingenomen door Saladin, en behoorde de stad tot de moslim wereld.
Sybilla overleed in 1190, maar Guy weigerde de kroon op te geven.
Echter bleef er maar een kleine strook land aan de kust over.
1192-1205: Isabella van Jeruzalem en Koenraad van Monferrato.Isabella werd in 1192 benoemd tot koningin met mederegent Koenraad, die al na een jaar overleed. Daarna huwde ze Hendrik II van Champagne.
Ze regeerde nog een korte tijd met Amalrik van Lusignan.
1205-1212: Maria van Monferrato onder regentschap van Jan van Ibelin en trouwde met Jan van Brienne
1212-1228: Yolande van Jeruzalem (Isabella II), onder regentie van Jan van Brienne, hierna werd het koninkrijk ingenomen door het Romaanse Rijk.
1225-1228: Keizer Frederik II van het Heilige Roomse Rijk
1228-1254: Koenraad II van Hohenstaufen
1254-1268: Koenraad III van Jeruzalem ook bekend als Koenradijn. ook onder regentie van Hugo II van Cyprus en zijn moeder Plaisance van Antiochië.
1268-1284: Hugo III van Cyprus ook bekend als Hugo van Jeruzalem
1284-1285: Karel van Anjou alleen als Clementie
1284-1285: Jan II van Jeruzalem
1285-1292: Hendrik II van Jeruzalem
In 1292 viel de hoofdstad Akko in handen van de moslimwereld, waardoor het koninkrijk Jeruzalem ophield te bestaan.